# Rezolucja Rady Bezpieczeństwa ONZ nr 644
Rezolucja Rady Bezpieczeństwa ONZ nr 644 została przyjęta jednomyślnie w dniu 7 listopada 1989 r. 
Po przypomnieniu rezolucji 637 (1989), Rada zatwierdziła sprawozdanie Sekretarza Generalnego i postanowiła utworzyć Grupę Obserwacyjną Organizacji Narodów Zjednoczonych w Ameryce Środkowej (ONUCA). Na jej dowódcę wybrano generała Agustina Quesada Gómeza z Hiszpanii. 
Rada zwróciła uwagę na potrzebę uważnego monitorowania wydatków pieniężnych związanych z tą misją, która początkowo otrzymała mandat na okres sześciu miesięcy. Zwrócono się również do Sekretarza Generalnego z wnioskiem o informowanie Rady o rozwoju sytuacji.